# Arturo de Ascanio
Pour les articles homonymes, voir Ascanio.
 (mars 2012).
Si vous disposez d'ouvrages ou d'articles de référence ou si vous connaissez des sites web de qualité traitant du thème abordé ici, merci de compléter l'article en donnant les références utiles à sa vérifiabilité et en les liant à la section « Notes et références ».
Arturo de Ascanio y Navaz est un prestidigitateur espagnol, spécialisé en cartomagie, né en 1929 et décédé 6 avril 1997.

## Biographie
Arturo de Ascanio est né en 1929, il commence très jeune à s'intéresser à l'illusionnisme et entre en 1948 à la S. E .I (Societad Espanola de Illusionnismo). Il se consacre au close-up et travaille sur des mouvements novateurs ainsi que sur l'aspect psychologique de l'illusionnisme. Dans les années 1950 il fait la connaissance de Fred Kaps (en) puis de Dai Vernon, qui l'aiguilleront dans ses recherches.
En 1956, il écrit Navajas y Daltonismo (Canifs et Daltonisme), son premier ouvrage de magie, qui traite de routines de canifs.
En 1959, il obtient, au congrès de Séville, le « Gran Premio Extraordinario ». En 1970, il obtient le Premier Prix de Cartomagie Mondial au congrès de la FISM à Amsterdam ainsi qu'un prix en micromagie.
Puis, il disparait du monde de la magie pendant quelques années, ne réapparaissant qu'en 1977 pour donner une série de conférences et commencer à publier Magic Of Ascanio

## Orientations artistiques
Son approche de l'illusionnisme se caractérise par une recherche technique et psychologique poussée.
Il souligne l'importance du naturel, de la nonchalance et de la lenteur d'action

## Œuvres

### Livres
- 1956, (en) Navajas y Daltonismo
- 1997, (fr) Les Jours Noirs (ma version). Joker Deluxe, 96 p.  (ISBN 2-9507417-9-7)
- , (en) Magic Of Ascanio. Vol 1
- , (en) Magic Of Ascanio. Vol 2. 320 p.
- , (en) Magic Of Ascanio. Vol 3
- , (en) Magic Of Ascanio. Vol 4. 132 p.

### VHS/DVD
- 1995, Séminaire. Joker Deluxe & Paris Magic, VHS 120 min.(réédité en DVD par HBM en 2008)